# L'Isla d'Aruan
L'Isla Sent Jòrgi (en francès Isle-Saint-Georges) és un municipi francès situat al departament de la Gironda i a la regió de la Nova Aquitània a la confluència del Saucats i el Gironda.

## Història
Les primeres traces d'ocupació humana daten del Neolític i estan situades a un gual d'una ruta vers Burdígala. Al segle xi s'hi crea un priorat de l'Abadia de Santa Creu de Bordeus i una església parròquial. D'aleshores daten els primers esments escrits: La Yla en Arruan o en llatí Sancty Georgii de Insula. Els monjos van fer excavar un canal per drenar els aiguamolls i crear terres arables. Del segle xii a XIII es construeixen el Castell de Pey de Bordeus i un molí banal. Com el castell controlava l'accés al riu, va esdevenir el centre d'una llarga jurisdicció que s'estenia a Aiga Mòrta de las Gravas, Bautiran, Sent Medard d'Aruan, Martilhac i Saucats.
El 1650, Bernat de Nogaret de la Vallette, duc d'Epernon va armar el castell per tal de poder bloquejar la Garona, via de forniment principal de Bordeus. Els bordelesos van tornar a conquerir el castell i derrocar-lo.
Fins als anys 1950, el port va tenir un cert paper econòmic, però poble va conèixer un important èxode rural. Actualment, la viticultura és l'activitat principal, s'hi produeix un vi negre AOC Bordeus. Al costat de la viticultura i una mica de pesca fluvial, la majoria dels habitants tenen una feina a l'aglomeració de Bordeus.

## Demografia
| 1962                                       | 1968 | 1975 | 1982 | 1990 | 1999 | 2009 |
| ------------------------------------------ | ---- | ---- | ---- | ---- | ---- | ---- |
| 368                                        | 442  | 501  | 510  | 541  | 522  | 533  |
| Des de 1962: població sense dobles comptes |      |      |      |      |      |      |

## Administració
| Període | Identitat         | Partit |
| ------- | ----------------- | ------ |
| 2001-   | Jean-André Lemire |        |